# Augapfel-Satz
Der Augapfelsatz (englisch: Eyeball Theorem) beinhaltet die Längengleichheit von Sehnen in zwei sich nicht schneidenden Kreisen.
Der Name rührt daher, dass die beiden Kreise als Augäpfel mit gleich großen Bildern gedeutet werden. Entdeckt wurde der Satz 1960 von dem peruanischen Mathematiker Antonio Gutierrez. Allerdings war die Aussage inklusive eines Beweises aber ohne einen Namen bereits 1938 in einem Artikel von G. W. Evans in der Zeitschrift The Mathematics Teacher publiziert worden. Evans bemerkte zudem, dass die Aussage als Problem formuliert aus einer früheren Examensprüfung stamme.

## Mathematische Aussage
Unter den Voraussetzungen, dass

- zwei sich nicht schneidende Kreise die Mittelpunkte {\displaystyle P} und {\displaystyle Q} haben,
- die beiden Tangenten durch {\displaystyle P} an den Kreis mit dem Mittelpunkt {\displaystyle Q} den Kreis um {\displaystyle P} in den Punkten {\displaystyle A} und {\displaystyle B} schneiden und
- die beiden Tangenten durch {\displaystyle Q} an den Kreis mit dem Mittelpunkt {\displaystyle P} den Kreis um {\displaystyle Q} in den Punkten {\displaystyle C} und {\displaystyle D} schneiden,

sind die Sehnen {\displaystyle [AB]} und {\displaystyle [CD]} längengleich.
Beweis:
Da die Gesamtfigur achsensymmetrisch zur Geraden durch {\displaystyle P} und {\displaystyle Q} ist, genügt mit {\displaystyle x={\frac {\overline {AB}}{2}}} und {\displaystyle y={\frac {\overline {CD}}{2}}} der Nachweis von {\displaystyle x=y}.
Das große grün gefärbte Dreieck ist im geometrischen Sinne ähnlich zu dem kleinen mit dunklerem Grün gefärbten Dreieck, weil beide Dreiecke in zwei Innenwinkeln übereinstimmen, nämlich in dem gemeinsamen Winkel {\displaystyle \angle QPA} und jeweils einem rechten Winkel.
Deshalb gilt mit den Bezeichnungen aus nebenstehender Zeichnung die Verhältnisgleichung {\displaystyle {\frac {x}{r}}={\frac {s}{d}}} und damit {\displaystyle x={\frac {rs}{d}}}.
Das große blau gefärbte Dreieck ist im geometrischen Sinne ähnlich zu dem kleinen mit dunklerem Blau gefärbten Dreieck, weil beide Dreiecke in zwei Innenwinkeln übereinstimmen, nämlich in dem gemeinsamen Winkel {\displaystyle \angle AQP} und jeweils einem rechten Winkel.
Deshalb gilt die Verhältnisgleichung {\displaystyle {\frac {y}{s}}={\frac {r}{d}}} und damit {\displaystyle y={\frac {rs}{d}}}.
Folglich gilt {\displaystyle x=y}.